# Leeuweniella
Leeuweniella is een geslacht van vliesvleugeligen uit de familie Eurytomidae. De wetenschappelijke naam van dit geslacht is voor het eerst geldig gepubliceerd in 1929 door Ferrière.

## Soorten
Het geslacht Leeuweniella is monotypisch en omvat slechts de volgende soort:
- Leeuweniella ficophila Ferrière, 1929